# 中国共产党第十九次全国代表大会代表名单
下面列出中国共产党第十九次全国代表大会代表名单（简称中共十九大代表），共2287名，包括40个选举单位选举产生的代表和中共中央另行决定的特邀代表。中央批准的名单于2017年9月29日公布后，中组部于2017年10月19日宣布，终止7名不宜作为代表的代表资格，确认2280名代表资格有效。
粗体为第十八届中共中央政治局委员。

## 选举概述
按照党中央统一部署，党的十九大代表选举工作从2016年11月启动，代表名額2,300名，由全國40個選舉單位分别召开党代表大会或党代表会议选举产生。
一是生产和工作第一线党员代表比例明显提高。当选代表中，生产和工作第一线党员771名，占33.7%，比十八大增加79名、提高3.2个百分点。其中，工人党员代表198名（农民工党员27名），占8.7%；农民党员代表86名，占3.8%；专业技术人员党员代表283名，占12.4%。
二是女党员代表、少数民族党员代表数量增加。当选代表中，女党员551名，比十八大增加30名，占24.1%；少数民族党员264名，比十八大增加15名，占11.5%，涵盖43个少数民族。31个省区市女党员代表和少数民族党员代表所占比例，均高于女党员、少数民族党员占本地区党员总数的比例。
三是代表分布广泛。当选代表来自方方面面，经济、科技、国防、政法、教育、宣传、文化、卫生、体育和社会管理等各行各业，省、市、县、乡镇村组和街道社区等各个层次，机关、企事业单位、人民团体等各个方面都有代表。
四是代表年龄结构合理。当选代表平均年龄为51.8岁，比十八大降低0.2岁。其中，55岁以下的1615名，占70.6%，比十八大增加144名，提高5.7个百分点；45岁以下的424名，比十八大增加25名，占18.5%。
五是代表文化程度较高。当选代表中，大专以上学历2154名，占94.2%。其中，大学学历727名，占31.8%，比十八大提高1.5个百分点；研究生学历1227名，占53.7%，比十八大提高1.5个百分点。
六是各个时期入党的都有代表。当选代表中，有新民主主义革命时期入党的，有社会主义革命和建设时期入党的，有改革开放和社会主义现代化建设新时期入党的。其中，1978年12月以后入党的2009名，占87.8%；2000年1月以后入党的416名，占18.2%。改革开放以来入党的成为十九大代表的主体。 
经十九大代表资格审查委员会审查，确认2280名代表资格有效。他们将代表450多万个基层党组织和8900多万名党员出席党的十九大。
按照惯例，中央还确定一部分已经退出领导岗位的老党员作为特邀代表出席大会。

## 中央机关

### 中央直属机关
2017年6月28日，中央直属机关党代表会议选举产生出席党的十九大代表109名。
丁薛祥、万立骏、万资姿、王一彪、王小节、王小洪、王少军、王晓晖、牛一兵、孔绍逊、田静、冉万祥、乐玉成、曲青山、朱海黎、刘鹤、刘文嘉、刘金国、齐玉、孙东升、孙志军、严文斌、苏波、李屹、李书磊、李玉赋、李兆宗、李明华、李宝善、杨小波、杨振武、杨晓超、杨晓渡、杨彩霞、肖培、吴玉良、吴海鹰、何平、何毅亭、邹加怡、冷溶、汪永清、宋涛、宋秀岩、张坤、张季、张小影、张纪南、张苏军、张宏森、张茂华、张晓兰、张宿堂、张裔炯、张福海、张潇羽、陆国强、陈希、陈小江、陈元丰、陈世炬、周亮、周树春、周祖翼、周慧琳、郑晓松、房瑞标、孟祥锋、胡孝汉、胡金旗、侯凯、侯建民、姜颖、姜信治、姚眉平、贺军科、聂辰席、栗战书、贾高建、夏伟东、夏勇敏、钱小芊、铁凝、徐俊、徐麟、徐令义、徐乐江、高选民、郭业洲、黄明、黄一兵、黄坤明、黄浩涛、崔鹏、崔玉英、康辉、阎晓明、韩俊、韩立平、喻红秋、舒国增、温红彦、谢春涛、甄占民、解津伟、蔡名照、谭跃、潘岳、潘立刚

### 中央国家机关
2017年6月30日，中央国家机关党代表会议选举产生出席党的十九大代表186名。
丁向阳、丁志峰、丁学东、卜宪群、于广洲、王军、王辰、王宏、王侠、王毅、王尔乘、王光亚、王伟光、王志刚、王秀杰、王作安、王京清、王淑芳、王蒙徽、支树平、毛有丰、尹蔚民、巴特尔、邓卫平、邓红蒂、邓波清、石玉钢、申长雨、田学斌、田雪梅、史聪灵、付建华、白春礼、冯正霖、宁吉喆、毕井泉、任荣发、华春莹、刘玉珠、刘伟平、刘俊臣、刘雅鸣、闫坤、江必新、许又声、孙谦、孙力军、孙绍骋、孙梅君、苏德良、杜占元、杜亚起、杜翠兰、李伟、李波、李萌、李斌、李焱、李小林、李小鹏、李金早、李宝荣、李晓红、李智勇、杨卫、杨晶、杨传堂、杨宇栋、杨春燕、杨洁篪、肖捷、吴一戎、吴统文、邱学强、何中虎、何立峰、余欣荣、邹天敬、库热西·买合苏提、辛维光、沈玉君、沈德咏、宋宝珍、张军、张茅、张剑、张勇、张义珍、张业遂、张务锋、张立军、张丽萍、张建龙、张建国、张钰晶、张海迪、张雪丽、陆东福、陆克华、陈钢、陈雷、陈文清、陈尘肇、陈宝生、陈超英、陈肇雄、邵芸、苗圩、苟仲文、杭元祥、易军、周宇、周学文、郑国光、郑泽光、郑筱筠、单杏花、孟扬、项兆伦、赵大程、赵玉沛、赵宏博、赵宪庚、胡伟、胡伟武、胡泽君、胡静林、相里斌、钟山、钟自然、信春鹰、侯建国、姜大明、姜增伟、贺化、袁野、袁亚湘、袁曙宏、聂卫国、莫建成、夏崇源、倪虹、倪岳峰、徐科、高艳、高靓、高福、高燕、高红电、郭开朗、郭振华、郭恩娟、唐华俊、唐菊兴、唐登杰、唐嘉陵、黄玉治、黄守宏、黄树贤、曹雪涛、龚堂华、鄂竟平、隆国强、彭树杰、董经纬、蒋成华、韩长赋、程先东、傅小兰、傅自应、傅兴国、傅政华、舒晓琴、鲁勇、曾益新、楼继伟、裘援平、赖亚文、窦树华、雒树刚、谭天星、翟青、熊选国、穆虹、戴新华、魏灵玲

### 中央金融系统
中央金融系统各单位分别召开党代表会议，共选举产生出席的十九大代表44名。
马欣、王炯、王滨、王洪章、王祖继、牛锡明、毛剑明、田霞（女）、田国立、代鹏、达瓦（藏族）、朱捷、朱伟忠、伍斌、刘娟（女）、刘士余、刘文凤（女）、杜金富、李鹏（女）、李正强、杨明生、步同良、吴狄、吴焰、谷澍、张丽丽（女，满族）、张欣园、陈四清、陈雨露、易纲、易会满、呷西哈姆（女，藏族）、罗方科、金颖颖（女）、周小川、周慕冰、赵欢、胡怀邦、胡晓炼（女）、贺铁林、郭树清、解学智、裴光、潘功胜

### 中央企业系统（在京）
2017年6月30日，中央企业系统党代表会议选举产生出席党的十九大代表53名。
马正武、王琳、王玉普、王会生、王晓初、王晓波、未晓朋、石玉喜、白芝勇、宁高宁、邢岩、吕军、任洪斌、刘化龙、刘永清、刘宗富、江金权、许宪平、孙毅、芮晓武、李志群、李秀玲、李海峰、李清平、杨杰、肖亚庆、佟吉禄、张义忠、张雅东、陈峰、陈飞虎、陈奋健、国文清、官庆、孟凤朝、孟振平、郝鹏、柯晓宾、晏文娟、徐坚、凌文、高红卫、高树冬、曹建国、康红普、章建华、葛红林、董强、舒印彪、温刚、雷凡培、蔡剑江、熊群力

## 地方

### 北京市
2017年6月23日，中共北京市第十二次党代表大会选举产生出席党的十九大代表63人：
丁宁、小香玉、马兰霞、王刚、王成国、王克荣、巨晓林、牛青山、仉锁忠、方秋子、卢映川、丛慧敏、冯培、吉林、刘宏、刘黎、刘美莲、刘钰峰、齐静、阴和俊、杜飞进、李伟、李彦、李萌、李云婷、李同智、李志军、李希贵、李国栋、李银环、杨斌、杨新媛、吴桂英、汪先永、宋鱼水、张工、张延昆、张建东、张贵林、张家明、张硕辅、陈旭、陈吉宁、林克庆、郝平、侯君舒、贾立群、贾树庆、徐和谊、郭延红、郭金龙、崔述强、彭燕、韩青、韩笑、景俊海、程维、焦若愚、曾赞荣、蒙曼、蔡奇、潘瑞凤、魏小东
备注：焦若愚于2020年1月1日去世。

### 天津市
2017年5月26日，中共天津市第十一次党代表大会选举产生出席党的十九大代表46人：
于立军、王小宁、王卫东、王月华、王东峰、王洪旗、尤立红、邓修明、龙以明、冯翠玲、曲孝丽、孙志杰、杜青林、李清、李琨、李伏安、李庚生、李绍洪、李鸿忠、杨汝倩、肖怀远、吴静、怀进鹏、张玉卓、张兵兵、张黎明、尚斌义、金慧琼、孟广禄、孟庆松、孟祥飞、赵仲华、段春华、闻凤英、姚来英、袁滨渤、贾凤山、徐大彤、徐文华、高德占、盛茂林、程丽华、蔡志萍、臧献甫、戴蕴、魏秋月

### 上海市
2017年5月12日，上海市第十一次党代表大会选举产生出席党的十九大代表73名：
马乐声、马国强、马春雷、王曦、王为人、尹弘、代守仑、白少康、印海蓉、庄木弟、江帆、江伟、汤志平、安路生、许宁、许立荣、李斌、李媛、李书玉、李跃旗、杨荣、杨洁、时光辉、吴娜、吴志明、吴信宝、吴敏霞、吴靖平、邱莉娜、何小玲、谷好好、应勇、汪泓、沙海林、沈晓初、张彦、陆晓春、陈维、罗开峰、金东寒、金壮龙、金兴明、周欣、周波、周强、郑杨、郑琦、赵奇、赵卫星、赵惠琴、施小琳、施净岚、姜平、祝玉婷、莫负春、钱红昊、徐枫、徐敏、徐泽洲、徐爱蓉、殷一璀、翁祖亮、诸葛宇杰、崔明华、梁慧丽、彭沉雷、董云虎、韩正、程向民、童小华、虞丽娟、鲍炳章、廖国勋

### 重庆市
王海燕、石君、刘建忠、刘海燕、严克美、李明清、李洪义、杨大可、杨春敏、杨树海、杨浪浪、杨德兵、吴存荣、邹月珍、张鸣、张国清、陈雍、罗莉、周旬、赵为粮、赵庆华、胡栋、胡际权、姚鸿洲、唐良智、康厚明、程志毅、路伟、廖明、熊尚兵
- 根据2017年9月29日发布的中共十九大代表名单[14]，下列13名已选出的重庆十九大代表不在中共十九大代表名单之列：王显刚、卢建辉、刘强、刘文海、李洪义、何平（武隆区委书记）、何毅、沈晓钟、陈绿平、胡奕、郭坚、陶长海、曾庆红（女）

- 后补选十九大代表14名[15][需要更多来源]：王越、邓建华、邓恢林、申建忠、李龙梅（女）、吴中兰（女）、张仕旭、张永忠、陈冰、陈元春（女）、周水兴、胡文容、郭兰珂、潘毅琴（女，回族）

### 贵州省
2017年4月20日，贵州省第十二次党代表大会选举产生出席党的十九大代表39名：
习近平、马长青、王思齐、王晓光、邓迎香、龙长春、田艳、朱加贤、刘晓凯、孙志刚、李再勇、李邑飞、李保芳、杨波、杨先霞、吴水根、余留芬、张政、张蜀新、陈刚、陈坚、陈昌旭、陈敏尔、邵志庆、周荣、周建琨、周家荣、赵春玲、赵晶晶、钟晶、秦如培、夏红民、涂妍、黄秋斌、黄俊琼、谌贻琴、曾永涛、慕德贵、潘克刚

### 陕西省
2017年5月11日，陕西省第十三次党代表大会选举产生出席中国共产党第十九次全国代表大会代表44名：
王永康、王亚杰、王建军、毛万春、方玮峰、卢建军、白浩强、许彩芸、李秋莲、李智远、杨照乾、吴飏、吴相琴、何雅玲、汪勇、张广智、张建国、张高丽、陆治原、陈俊、陈分新、岳亮、周红亮、胡悦、胡和平、柯小海、段小龙、侯晓、娄勤俭、贺荣、贾向东、钱引安、徐新荣、高喜喜、郭青、郭大为、郭文珺、郭社荣、黄云娜、龚晓燕、梁桂、韩勇、薛莹、戴征社

### 黑龙江省
2017年5月3日，黑龙江省第十二次党代表大会选举产生出席党的十九大代表50名：
于丽霞、马兵、马志勇、马春山、王兆力、王树权、王宪魁、王爱文、王常松、王曼丽、尤明国、曲敏、朱彩芹、仲威平、刘忻、刘明忠、刘睦终、孙珅、孙喆、孙龙德、孙维本、杜宇新、李凤玉、李雪飞、李新民、杨宝峰、杨德森、张庆伟、张恩亮、张效廉、陆昊、陈海波、林宽海、易连军、郑召龙、孟广彬、赵静、赵乐际、郝丽影、荀笑红、姜驰、秦恩亭、贾玉梅、夏立华、徐明辉、高环、符凤春、康志文、斯泽夫、韩立华

### 海南省
2017年4月28日，海南省第七次党代表大会选举产生出席党的十九大代表26名：
王沪宁、王金花、王瑞连、田湘利、冯晖、刘赐贵、羊风极、严朝君、李军、杨淳至、肖杰、肖莺子、沈晓明、张琦、张韵声、陈涛、武耀廷、周皓、郝朝运、胡光辉、黄丽萍、黄春光、曹献坤、蓝佛安、颜业岸、潘金吉

### 湖南省
2017年5月16日，湖南省党代表会议选举产生出席党的十九大代表64名：
丁荣军、王群、王少峰、王化永、王志群、王岐山、王树春、毛雨时、毛腾飞、乌兰、尹中、邓伟、甘军华、龙秋亮、叶红专、田蕊、田满姣、丛培模、朱建纲、刘莉、刘永东、刘宗林、许达哲、杜家毫、李贝、李民、李晖、李大为、李发美、李荐国、杨正午、肖国安、肖笑波、吴晓红、张云英、陆新华、陈永忠、陈向群、陈志强、陈质颖、易炼红、易鹏飞、周农、周先朋、胡忠雄、姜欣、贺安杰、袁健松、柴立元、徐文龙、黄斌、黄兰香、黄关春、曹炯芳、龚文密、梁金华、彭国甫、粟田梅、傅奎、童旭东、詹纯新、虢正贵、颜长文、瞿海

### 山西省
2017年5月23日，山西省党代表会议选举产生出席党的十九大代表43名：
王创民、王安庞、王清宪、牛国栋、毕腊英、师帅、任红梅、任建华、向二牛、江涛、李正印、李丽珠、李俊明、吴汉圣、吴秀玲、沙万里、张九萍、张玉柱、张吉福、陈永奇、罗清宇、岳普煜、周建民、郑仙荣、赵月芳、赵洪祝、胡玉亭、胡富国、侯占平、贺星龙、骆惠宁、袁子捷、原贵生、高建民、席小军、黄晓薇、续烨、韩利萍、谢涛、楼阳生、廉毅敏、翟红、薛晨阳

### 河北省
2017年5月22日，河北省党代表会议选举产生出席党的十九大代表63名：
于勇、王红、王昌、王文霞、王东群、王会勇、王红心、王景武、尹计平、叶连松、田向利、付志方、宁小五、冯韶慧、邢国辉、巩立姣、回建、朱浩文、刘吉祥、刘克俭、刘宝玲、齐名、江波、祁峰、许勤、孙颖、苏文珠、苏银增、李干杰、李金来、李建国、杨普、杨慧、邸义、邹平、宋华英、张海波、张雪松、张铭连、陈林静、范振喜、范照兵、周仲明、郑百芹、孟祥伟、赵克志、袁桐利、聂瑞平、栗建华、贾玉英、高宏志、高建民、郭娜、郭健、戚红、常丽虹、商黎光、梁田庚、梁惠玲、董云鹏、董仚生、焦彦龙、谭双剑

### 青海省
2017年5月26日，青海省第十三次党代表大会选举产生出席党的十九大代表29名：
于丛乐、才仁吉藏、马吉孝、王晓、王奭、王国生、王建军、巨克中、文国栋、田小红、尼玛卓玛、刘宁、严金海、苏生成、李占魁、李源潮、连亚丽、吴德军、冶成福、张文魁、张爱红、陈永洁、武玉嶂、昂青才旦、胡昌升、贺生兰、韩乙四夫、滕佳材、滕晓炜

### 吉林省
2017年5月29日，吉林省第十一次党代表大会选举产生出席党的十九大代表37名：
于吉红、王凯、王勇、王子联、王云坤、王君正、巴音朝鲁、白玉晶、庄严、刘国中、孙春兰、李万君、李华靓、李国强、李相国、杨振斌、吴兰、吴亚琴、张安顺、张志军、张桂英、张焕秋、林武、林松淑、罗哲龙、金七仙、金文玲、庞庆波、赵晓君、宫金杰、徐平、高广滨、陶治国、黄燕明、曹和平、崔光日、蔡跃玲

### 广东省
2017年5月26日，广东省第十二次党代表大会选举产生出席党的十九大代表70名：
丁红都、马兴瑞、王荣、王敏、王伟中、王昌顺、甘露、石奇珠、卢展工、冯玲、冯金英、吕业升、任学锋、刘仔才、闫文静、江凌、江军芳、严植婵、杜玉涛、李成、李水华、李玉妹、李红军、李学同、李锦秀、杨汉卿、吴远芳、余艳红、邹铭、张丹凤、张恒珍、陈小山、陈小花、陈如桂、陈良贤、陈春声、陈奕威、陈燕华、林少春、林丽珠、林应武、林明祥、周洁、庞国梅、郑红、郑人豪、胡春华、钟松民、施克辉、费英英、莫高义、恩云飞、徐飞、徐文坚、郭元强、曹志安、龚稼立、梁鼓劲、葛长伟、景李虎、程祖彬、鲁毅、曾志权、赖泽华、雷玉英、慎海雄、谭君铁、黎锡康、颜柏青、魏宏广

### 四川省
2017年5月27日，四川省第十一次党代表大会选举产生出席党的十九大代表73名：
马波、王宁、王菲、王广金、王东明、王抒祥、王良成、王松柏、王建国、王铭晖、王雁飞、尹力、邓勇、邓小刚、甘霖、占地斯门、叶壮、白树华、包惠、冯键、尧斯丹、曲木史哈、朱雨玲、刘东、刘中伯、刘成鸣、刘会英、刘作明、许静、李刚、李伟、李静、李月志、杨峰、何丽、余德春、邹磊、汪洋、宋开慧、宋修德、宋朝华、张剡、张开辉、陈小玲、陈正平、陈绍燕、范国琼、范锐平、林书成、杭义洪、罗强、周喜安、房方、赵世勇、侯晓春、祝春秀、姚庆英、倪雪梅、徐进、高拴廷、郭兴利、唐世会、黄建发、曹建明、彭琳、彭宇行、董春容、蒋乙嘉、蒋辅义、曾南、谢世杰、蒲波、翟婉明

### 江西省
2017年6月5日，江西省党代表会议选举产生出席党的十九大代表43名：
马承祖、毛伟明、尹建业、龙子平、付秀秀、包新国、向东、刘奇、刘洪、刘奇葆、江风益、孙新阳、李小豹、李炳军、李媛媛、杨莹、杨伟东、肖毅、邱赛珍、张来清、陈德勤、周俊军、赵爱明、胡世忠、钟光平、钟志生、姚增科、徐根保、殷美根、郭学飞、郭建晖、凌继河、黄娜、黄小华、黄跃金、曹淑敏、龚德凌、鹿心社、彭世东、彭发福、蒋斌、雷应国、雷海燕

### 山东省
2017年6月17日，山东省第十一次党代表大会选举产生出席党的十九大代表76名：
于颂、于长军、王华、王进、王良、王勇、王浩、王云鹏、王艺华、王文涛、王乐义、王传喜、王邵军、王恩东、亓庆良、左敏、申长友、白泉民、皮进军、刘伟、刘庆庆、刘星泰、刘家义、刘维寅、刘赞杰、刘曙光、关志洁、米培莲、汲斌昌、孙斌、孙守刚、孙述涛、孙爱军、苏建华、苏毅然、杜立芝、李晨、李强、李群、李同道、李芙蓉、李登海、杨珀、杨东奇、杨守伟、杨秀玉、杨昌江、吴鹏飞、张平、张刚、张圣中、张光峰、张江汀、张绍光、张彦宽、张瑞敏、张新文、陆海霞、陈勇、陈必昌、陈学利、陈晓红、陈辐宽、林峰海、明建建、周连华、郑忠燕、赵强、赵志浩、钱焕涛、徐景颜、黄小霞、龚正、梁步庭、韩金峰、蔺红霞

### 安徽省
2017年6月19日，安徽省党代表会议选举产生出席党的十九大代表57名：
于勇、王宏、王忠才、王爱荣、邓向阳、邓真晓、叶太应、史翔、白金明、任泽锋、刘莉、刘惠、刘延东、江胜霞、安进、许武、许启金、孙云飞、李平、李明、李莹、李猛、李國英、李昌勤、李锦斌、杨苗苗、束红英、吴夕明、余静、汪一光、汪琳梅、沈强、宋国权、张万党、张正竹、张岳峰、陈学东、金玉琴、郑李龙、孟苏平、胡文军、信长星、侯淅珉、姚玉舟、钱桂仑、徐立全、高思杰、唐承沛、陶方启、黄红、黄晓武、韩军、虞爱华、谭艳芳、潘朝晖、魏尧、魏晓明

### 甘肃省
2017年5月26日，甘肃省第十三次党代表大会选举产生出席党的十九大代表41名：
马凯、王锐、王云平、王正伟、王永前、王旭东、王多明、王雅丽、冯健身、刘昌林、刘维民、孙伟、孙雪涛、贠建民、苏君、李明、李廷俊、李沛兴、李荣灿、李家民、杨义兴、吴明明、何伟、何晓春、张伟文、张艳萍、陈青、林铎、罗晓玲、赵灵英、赵贵成、赵凌云、胡中山、柳鹏、贺卫国、柴春、徐爱龙、唐仁健、梁言顺、阙卫平、霍永武

### 福建省
2017年6月25日，福建省党代表会议选举产生出席党的十九大代表41名：
于伟国、王宁、王永礼、王进足、尤权、叶旦旺、叶志勇、朱华、刘学新、许光园、杜源生、吴洪芹、沈跃跃、沈腾香、张彦、张兆民、张志南、陈萍、陈建萍、陈承仪、陈娟娟、林国耀、林宝金、周联清、郑贞良、郑新聪、洪燕、洪茂椿、袁毅、翁玉耀、翁钰珍、高翔、涂颜淼、黄志丽、梁建勇、隋军、雷春美、裴金佳、廖红、檀云坤、魏克良

### 湖北省
2017年6月29日，湖北省第十一次党代表大会选举产生出席党的十九大代表63名：
丁小强、于绍良、马旭明、王波、王中美、王立山、王光国、王华君、王艳玲、王晓东、尔肯江·吐拉洪、仰媛媛、刘雪荣、许旭、李兵、李乐成、李建明、杨智、杨小玲、吴锦、吴少勋、吴晓光、别必雄、余学武、宋强太、张曙、张昌尔、张岱梨、张春贤、张维国、陈一新、陈安丽、罗清泉、罗联峰、周霁、周玉坤、周森锋、郑雄、郑小红、赵静、赵芸蕾、胡敏、胡玖明、郜强、郭小容、黄剑雄、梁伟年、续辉、彭青莲、蒋扣分、蒋超良、韩进、鲁国庆、游艾青、谢爱娥、雷凯、路钢、谭千红、熊会萍、滕刚、戴益朋、魏山忠、魏登殿

### 云南省
2017年6月29日，云南省党代表会议选举产生出席十九大代表47名：
丁琪、卫星、马开慧、王冬林、王俊强、朱兆云、刘云山、刘富珠、刘慧晏、阮成发、李小三、李云燕、李文荣、李秀领、李应芬、李坤珍、杨娜、杨亚林、杨浩东、杨琼英、肖智伟、何黎、张秀兰、张英杰、陆俊华、陈坚、陈豪、陈玉侯、纳杰、罗正富、罗红江、罗应光、和勋、和良辉、周荣、宗国英、赵德光、姚国华、耿家盛、顾琨、高招飘、高德荣、曹春叶、崔茂虎、蒋秋香、程连元、童志云

### 浙江省
2017年6月15日，浙江省第十四次党代表大会选举产生出席党的十九大代表51名：
万少华、王晨、王文娟、王昌荣、车俊、毛剑宏、史济锡、冯波声、吕义聪、朱启南、乔传秀、任振鹤、刘建超、许晴、劳光荣、李金明、吴坚、吴朝晖、何杏仁、何德兴、沈铭权、宋玲华、张仕恒、张晓强、张积贵、张爱民、张益平、陈新、陈月亮、陈伟俊、陈金彪、陈美芳、陈霞娜、范群、林燚、周江勇、周明娟、赵一德、赵光君、胡朝霞、俞东来、施洁净、袁家军、夏宝龙、徐岚、唐一军、彭佳学、葛慧君、鲁俊、蓝景芬、褚子育

### 江苏省
2017年6月30日，江苏省党代表会议选举产生出席党的十九大代表71名：
马静、王民、王蕾、王耀、王立平、王向红、王泽山、王荣平、王南石、王燕文、方美芳、邓建军、石华军、史志军、邢春宁、吉炳轩、曲福田、朱光远、刘捍东、孙金娣、孙晓云、李强、李小敏、李世贵、李兰女、李成春、李侃桢、李晓霞、李银江、杨省世、吴协恩、吴政隆、张异宾、张国华、张育林、张晓宏、陆卫东、陆志鹏、陈元、陈卫红、陈金虎、陈金梅、陈焕友、陈燕萍、邵中国、郁霞秋、易红、周乃翔、周海江、郑翔、胡金波、胡冠九、柳玉祥、钟佰均、侯晶晶、费高云、姚晓东、夏平、顾松学、钱燕、徐川、徐惠民、郭文奇、黄莉新、蒋卓庆、蒋定之、惠建林、谢正义、樊金龙、薛济民、魏国强

### 河南省
2017年6月27日，中国共产党河南省代表会议选举产生出席党的十九大代表69名：
于来政、马懿、马正跃、马富国、王艺、王炯、王静、王小平、王羊娃、王宏斌、王战营、王家瑞、牛文梅、孔昌生、叶冬松、田立文、吉炳伟、乔新江、任正晓、任克礼、刘荃、刘世伟、刘成章、刘南昌、刘炯天、刘继标、刘新安、许甘露、孙甜甜、李亚、李爽、李公乐、李向前、李连成、李秋霞、李恩东、何雄、余学友、宋灵恩、张琼、张文深、张国伟、张战伟、张新友、陈润儿、武国定、范修芳、岳中明、周春艳、孟瑾、孟建柱、赵素萍、胡荃、茹振钢、徐光春、翁杰明、高星、郭爱萍、凌解放、陶明伦、黄久生、曹亚玲、黑晶、鲁晓英、谢玉安、谢伏瞻、蔡松涛、裴春亮、薛荣

### 辽宁省
2017年6月30日，辽宁省党代表会议选举产生出席党的十九大代表63名：
丁唯秀、于静、于虎元、马忠生、王正谱、王志海、王胜俊、王寒松、王德佳、付忠伟、任芳祥、刘伟、刘娟、刘始杰、刘焕鑫、关英华、池贵义、汤晓光、安香淑、孙轶、孙巨先、孙国相、李希、李文章、李迎春、杨丹、杨英丽、杨忠林、吴凤杰、吴书香、何焕秋、汪诚、张旭、张雷、张文岳、张丽华、张铁民、陈求发、陈继壮、范卫平、范继英、罗虹、赵长富、赵国红、胡立杰、侯祯涛、闻世震、姜妍、姜有为、夏德仁、钱新华、高科、高宏彬、高国栋、郭明义、唐复平、葛海鹰、蔡敏、廖建宇、谭成旭、谭作钧、谭洪恩、熊晓梅

### 台湾省
2017年6月21日，中国共产党全国台湾省籍党员代表会议选举产生出席党的十九大代表10名。
绿色字体为台湾出生者，上标数字代表是台湾第几代，下标L代表是上一届代表留任，Z代表曾当选或递补过中委，H代表曾当选过候补中委，R代表曾当选过全国人民代表大会非常委代表，C代表曾当选过全国人民代表大会常务委员，X代表曾当选过全国政协非常委委员，A代表曾当选过全国政协常委委员。
卢丽安（女）1、朱台青、刘琪L、江尔雄（女）2R、许可慰3、苏辉2LX、陈子云、林敏2、符之冠3、管勇（高山族）

### 宁夏回族自治区
2017年6月9日，宁夏回族自治区第十二次党代表大会选举产生出席党的十九大代表30名：
马中贵、马廷礼、马志宏、马顺清、王彦兰、王彦翠、石泰峰、白尚成、朱玉国、许传智、纪峥、杜建录、李金英、李泽峰、何健、何桂琴、沈左权、张柱、张庆黎、张超超、陈美荣、赵亮、赵永清、胡文慧、咸辉、侯艳、姜志刚、盛荣华、彭凡、彭友东

### 内蒙古自治区
2017年6月23日，内蒙古自治区党代表会议选举产生出席党的十九大代表41名：
王秀芝、王改梅、王莉霞、云光中、牛俊雁、乌云苏依拉、布小林、史万钧、包钢、邢丽英、朱炳文、任亚平、刘奇凡、苏梅、杜学军、李佳、李凤娥、李纪恒、李杰翔、张建民、张院忠、张根九、张恩惠、张德江、陈东琦、罗虎在、赵辉、赵晶、段志强、秦义、敖慧然、柴随周、凌云、梅园雪、常志刚、斯日古楞、韩佳彤、曾一春、潘刚、潘志荣、魏栓师

### 西藏自治区
2017年6月27日，中国共产党西藏自治区代表会议选举产生出席党的十九大代表29名：
丁业现、马升昌、王拥军、巴珍、白玛央金、白玛旺堆、尼玛石曲、边巴扎西、边巴扎西、达波儿、朱中奎、任厚明、向巴扎西、向巴平措、齐扎拉、次仁巴珍、次仁央青、许成仓、吴英杰、张延清、阿布、拉措、松吉扎西、罗布顿珠、洛桑江村、姚驰、谈海玉、曾万明、强巴卓玛

### 新疆维吾尔自治区
6月29日，新疆维吾尔自治区党代表会议选举产生出席党的十九大代表43名：
乃依木·亚森、马旭东、马学军、王平、牛学兴、玉山江·肉孜、艾力更·依明巴海、艾合买提·买买提、古丽孜娜提·吐坎、卢蜀江、肉仙姑力·阿不都克力木、肉孜麦麦提·巴克、刘会军、刘志怀、米日姑丽·艾克米汗、孙金龙、李刚、李元敏、李宁平、李鹏新、吾布力喀斯木·买吐送、丽达·皮尔拜、吴彬、邱树华、沙尔合提·阿汗、张岩、张文胜、陈全国、努尔兰·阿不都满金、罗东川、赵文泉、俞正声、热先古力·托乎提、徐海荣、海菊、容雪岭、排力杰、雪克来提·扎克尔、彭家瑞、曾存、富春丽、窦万贵、薛斌

### 广西壮族自治区
2017年6月26日，中国共产党广西壮族自治区代表会议选举产生出席党的十九大代表48名：
于春生、马飚、王可、王乃学、王小东、王双飞、王革冰、韦美芬、丘柳滨、兰燕云、危朝安、刘有明、农凤娟、农生文、孙大伟、杜丽群、李克强、李宏庆、李新元、杨剑华、何玲、何辛幸、张晓钦、陈武、陈际瓦、陈建军、范晓莉、金湘军、周亚仙、郑俊康、赵乐秦、钟畅姿、莫恭明、夏四初、黄墁、黄文宣、黄世勇、黄俊华、黄树新、黄雪慧、康维、梁丽娜、彭晓春、彭清华、喻云林、蓝天立、蒙晓梅、赖玉梅

## 港澳
香港工委、澳門工委的详细名单未予报道。

## 解放军和武警部队

### 解放军（253名）
解放军下属31个选举单位分别召开党代表大会或党代表会议，选举产生出席党的十九大代表253名。
乙晓光、丁来杭、于忠福、土旦赤列、万明杰、马魁、马卫庆、马宜明、马哲文、马晓天、王文、王立、王昕、王锐、王卫达、王飞雪、王天力、王长义、王东海、王良福、王金龙（陆军工程大学）、王金龙（陆军第八十三集团军）、王金丽、王建伟、王春田、王春宁、王炳跃、王家胜、王继平、王堂林、王雅楠、王辉青、王新成、王福生、韦慧晓、方向、尹洪文、石正露、卢少平、叶雄兵、田宙、田振宇、白吕、白忠斌、兰吉银、冯丹宇、冯建华、冯晓林、戎贵卿、吉文明、朱玉武、朱永和、朱红军、任国荃、向钢华、全忠、刘芳、刘建、刘胜、刘锐、刘雷、刘文力、刘发庆、刘志明、刘责增、刘国治、刘明利、刘念光、刘洪军、刘格平、刘振立、刘家国、刘粤军、关欣、米合伦沙·阿不都、安兆庆、祁亚虎、许勇、许乃银、许其亮、纪晓飞、孙喜庆、李凡、李少、李文、李伟、李松、李浩、李广泉、李中林、李凤彪、李玉杰、李吉祥、李传广、李向荣、李作成、李应红、李尚福、李桥铭、李铁石、李清杰、杨叶、杨芝、杨晖、杨成熙、杨传松、杨学军、杨省根、杨笑祥、肖天亮、吴亚男、吴社洲、吴杰明、吴胜利、吴海涛、吴锦高、邱延鹏、何平、何雷、何宏军、何清清、余永洪、邹美余、冷骏、汪利平、沈金龙、宋丹、宋普选、张践、张磊、张又侠、张升民、张文旦、张书国、张利明、张欣鹏、张学军、张学医、张宝东、张建胜、张孟滨、张爱英、张黎鸿、张燕兵、张鹭鹭、陈勉、陈勤、陈左宁、陈光军、陈守民、陈声容、陈陆海、陈学东、陈学斌、陈家静、陈照海、陈德明、邵元明、苗华、范长龙、范骁骏、林火茂、林壮荣、尚宏、罗益昌、帕力哈提·伊力汗、金晨辉、周凤祥、周为民、周亚宁、周振杰、周皖柱、郑和、郑璇、郑卫平、郑俊杰、郑绵绵、孟冠、赵东旭、赵立荣、赵全红、赵克石、赵灿军、赵宗岐、胡旭东、胡登强、战厚顺、哈小琴、钟绍军、禹光、侯贺华、俞庆江、姜永申、姜英宇、姜忠龙、骆源、秦生祥、秦树桐、袁华智、袁誉柏、耿长江、格桑腊么、索南卓玛、夏阳、夏小平、晏军、钱毅平、倪慶、徐有泽、徐安祥、徐忠波、徐金华、徐炜遐、徐德清、殷方龙、殷志红、殷枢铭、高津、高铁成、郭燕、郭春富、郭普校、堵远放、黄巍、黄国显、黄顺祥、黄绪鸿、曹先建、盛斌、盛炳荣、常万全、崔玉忠、麻振军、韩卫国、景海鹏、傅耀泉、鲁军勇、曾凡吉、温国良、楼富强、甄鹰、雷佳、廖可铎、廖达雄、谭本宏、缪文江、黎火辉、颜启昌、薛宏伟、魏亮、魏巍、魏凤和、魏国勇

### 武警部队（50名）
武警部队召开党代表会议，选举产生出席党的十九大代表50名。
王宁、王兵、王长河、王宝虎、王洪斌、王爱国、孔诚、邓英林、仝云飞、冯欲晓（女，回族）、边保民、朱生岭、华金良、华荣林、刘超、刘勇军、刘振所、刘继敏、许定平、杜亚勇、李玉峰、杨光跃、肖方举、何方礼、何剑波、余峰、邹建雄、张少锋、张瑞清、陈连兵、陈维旭、武春辉、周均、周旭光、孟庆斌、赵东方、赵继东、郝光、侯正超、秦天、徐元鸿、徐福春、郭声琨、涂理军、曹红波、龚冠宇、谢新义、路光永、颜晓东、魏丁未

## 特邀代表
特邀代表非经选举产生，而是由中共中央邀请一部分已经退出领导岗位的老党员出席大会，特邀代表与选举产生的代表有同等权利，但其名单并未特别公布。十九大特邀代表有74名。虽然未经公布，仍可确认的代表包括以下15名：

### 根据主席团成员名单确认的特邀代表（14名）
江泽民、胡锦涛、李鹏、朱镕基、李瑞环、吴邦国、温家宝、贾庆林、宋平、李岚清、曾庆红、吴官正、李长春、贺国强

### 根据其它报道可确认的特邀代表（1名）
李锐（拒绝出席）